# Brand Whitlock

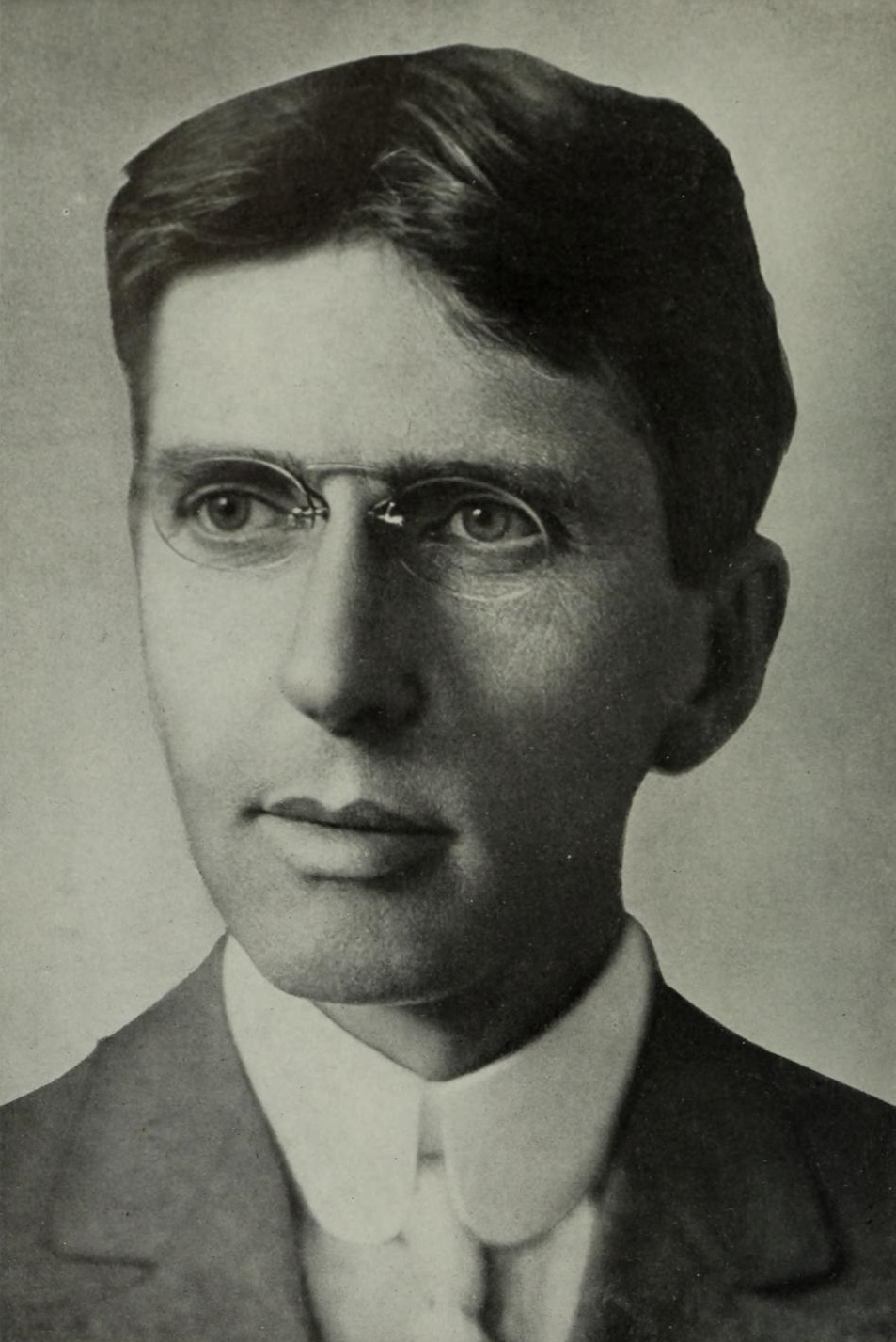
Brand Whitlock (vor 1915)

Joseph Brand Whitlock (* 4. März 1869 in Urbana, Ohio; † 24. Mai 1934 in Cannes, Département Alpes-Maritimes, Frankreich) war ein US-amerikanischer Journalist, Schriftsteller, Politiker der Demokratischen Partei und Diplomat, der unter anderem von 1914 bis 1919 erst Gesandter sowie danach zwischen 1919 und 1921 Botschafter der Vereinigten Staaten in Belgien war.

## Leben
Whitlock, Sohn des methodistischen Geistlichen Elias D. Whitlock und dessen Ehefrau Mallie Lavinia Brand, absolvierte seine schulische Ausbildung an öffentlichen Schulen und wurde als 18-Jähriger 1887 Reporter bei einer Zeitung in Toledo, ehe er 1890 als Politischer Korrespondent zum The Chicago Herald wechselte. Während der Amtszeit von John Peter Altgeld als Gouverneur von Illinois wurde er 1893 Mitarbeiter im Büro des Staatssekretärs für Illinois und war dort bis 1897 tätig. Zwischenzeitlich absolvierte er auch ein Studium der Rechtswissenschaften und erhielt 1894 seine anwaltliche Zulassung für den Bundesstaat Illinois (Illinois State Bar Association). Nach Beendigung seiner Tätigkeit im Büro des Staatssekretärs für Illinois nahm er 1897 eine Tätigkeit als Rechtsanwalt in Toledo auf.

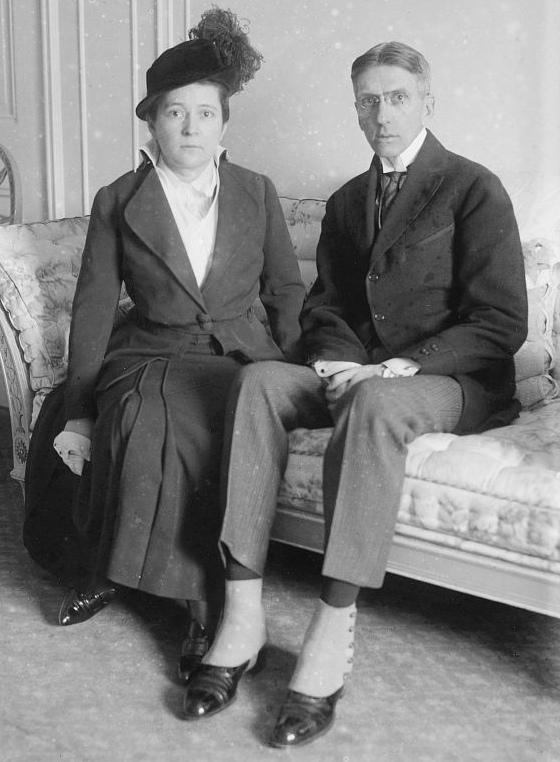
Whitlock mit seiner Ehefrau 1915 in New York City

1905 wurde Whitlock als Kandidat der Demokratischen Partei erstmals zum Bürgermeister von Toledo gewählt und bekleidete dieses Amt nach drei Wiederwahlen zwischen 1906 und 1914. Am 14. Februar 1914 löste er Theodore Marburg als Gesandter in Belgien ab. Einige Monate später begann der Erste Weltkrieg und kurz darauf der Einmarsch deutscher Heeresverbände in Belgien. Während die meisten diplomatischen Vertretungen mit König Albert I. von Belgien verlegt wurden, blieb Whitlock mit der US-amerikanischen Gesandtschaft in Brüssel und gewährte dort unterdrückten notleidenden Menschen Hilfsleistungen. Zu Beginn des Krieges gewährte er zudem zahlreichen deutschen Bewohnern Belgiens Schutz, denen es nicht möglich war das Land zu verlassen. Durch sein Auftreten gegenüber der deutschen Militärverwaltung rettete er vielen Belgiern das Leben, wenngleich seine Bemühungen im Fall der wegen Fluchthilfe für alliierte Soldaten nach einem Kriegsgericht zum Tode durch Erschießen verurteilten Edith Cavell vergeblich war. Nach der Aufwertung der Gesandtschaft zur Botschaft wurde er am 30. September 1919 erster US-Botschafter in Belgien und übergab am 3. Oktober 1919 sein Akkreditierungsschreiben. Den Botschafterposten bekleidete er bis zum 1. Dezember 1921, ehe Henry P. Fletcher am 6. März 1922 zu seinem Nachfolger ernannt wurde. Seit 1919 war er assoziiertes Mitglied der Académie royale des Sciences, des Lettres et des Beaux-Arts de Belgique (Classe des Lettres et des Sciences morales et politiques).
Brand war zwei Mal verheiratet. In erster Ehe heiratete er am 29. Juni 1892 Susan Brainerd, die aber bereits am 31. Oktober 1892 verstarb. In zweiter Ehe heiratete er am 8. Juni 1895 deren Schwester Ella Brainerd und blieb mit dieser bis zu seinem Tode verheiratet. Aus dieser Ehe gingen keine Kinder hervor.

## Veröffentlichungen
Whitlock, der seit 1913 auch Mitglied der American Academy of Arts and Letters war, verfasste darüber hinaus zahlreiche, überwiegend politische Romane, sowie seine Autobiografie, die 1918 unter dem Titel Forty Years of It erschien. Seine Erlebnisse als Gesandter und Botschafter in Belgien während des Ersten Weltkrieges beschrieb er in dem 1919 erschienenen Buch Belgium under the German occupation: A Personal Narrative. Zu seinen Veröffentlichungen gehören:
- The 13th District: A Story of a Candidate, 1902
- The Happy Average, 1904
- Her Infinite Variety, 1904
- The Turn of the Balance, 1907
- Abraham Lincoln, 1909
- The Gold Brick, 1910
- On the enforcement of law in cities. A reply to a letter from representatives of the Federation of Churches, 1910
- The Fall Guy, 1912
- Forty Years of It, Autobiografie, 1918
- Belgium under the German occupation: A Personal Narrative, 1919
- J. Hardin & Son: A Novel, 1923
- Uprooted, 1926
- Transplanted, 1927
- Big Matt: A Story, 1928
- La Fayette, 2 Bände, 1929
- The Little Green Shutter, 1931
- Narcissus. A Belgian legend of Van Dyck, 1931
- The Stranger on the Island, 1933

posthum
- The letters and journal of Brand Whitlock, 1936
- Little lion: Mieke, 1937

## Hintergrundliteratur
- David D. Anderson: Brand Whitlock, 1968